# Hannibal (Missouri)
Pour les articles homonymes, voir Hannibal.
Hannibal est une ville du Missouri, dans les comtés de Marion et Ralls, sur la rive droite (occidentale) du fleuve Mississippi. Elle comptait 17 916 habitants lors du recensement de 2010.
La majeure partie de la ville se trouve dans le comté de Marion, avec un minuscule fragment au sud s’étendant dans le comté de Ralls.

## Personnalités liées
- James Carroll Beckwith
- Margaret Brown
- Cliff Edwards
- Cotton Fitzsimmons
- Mary Kenney O'Sullivan
- George Poage
- Benjamin Prentiss
- Mark Twain,
- Tyler1

## Anecdote
Village d'enfance de Mark Twain, la ville organise chaque année un concours de peinture de palissade en l'honneur de Tom Sawyer.